# This Year's Model
This Year's Model è il secondo album in studio di Elvis Costello, pubblicato nel 1978 insieme al gruppo The Attraction.

## Storia
Costello era in tour con il gruppo The Attractions e molte delle canzoni che sarebbero state poi registrate per il nuovo album erano già pronte e vennero suonate dal vivo prima di essere pubblicate; le registrazioni ebbero inizio alla fine del 1977, durante una pausa dai concerti, e vennero agevolate dal fatto che il gruppo si era già impratichito con questi nuovi brani.
Fu il primo registrato con il nuovo gruppo, formato da Steve Nieve alle tastiere, Bruce Thomas al basso e Pete Thomas alla batteria, oltre che dallo stesso Costello alla chitarra. Fu registrato principalmente negli Eden Studios di Londra tra il 1977 ed il 1978.

## Accoglienza
- Fu eletto miglior disco dell'anno dai critici di The Village Voice[4].
- Nel 2000, il magazine Q lo ha posizionato al numero 82 nella sua lista dei 100 più grandi album britannici di sempre.
- Nel 1987, la rivista Rolling Stone ha inserito il disco al numero 11 della sua lista dei migliori album del periodo 1967-1987.
- Nel 2003, l'album è stato posizionato al numero 98 nella Lista dei 500 migliori album secondo Rolling Stone[5].

## Copertina
Le prime versioni dell'album hanno una copertina apparentemente mal stampata, che taglia il lato sinistro dell'immagine (fra cui la "E" di "Elvis" e la "T" di "This") e mostra la barra di colori da tipografo lungo il lato destro. Questo è un errore intenzionale dell'autore della copertina Barney Bubbles. La versione statunitense riporta in copertina un'altra foto dalla stessa sessione.

## Tracce
Testi e musiche di Elvis Costello.
1. No Action – 1:58
2. This Year's Girl – 3:17
3. The Beat – 3:45
4. Pump It Up – 3:14
5. Little Triggers – 2:40
6. You Belong to Me – 2:22
7. Hand in Hand – 2:33
8. (I Don't Want to Go to) Chelsea – 3:07
9. Lip Service – 2:36
10. Living in Paradise – 3:52
11. Lipstick Vogue – 3:29
12. Night Rally – 2:41

La versione U.S.A. edita dalla Columbia Records presenta Radio Radio al posto di (I Don't Want to Go to) Chelsea e Night Rally.

## Formazione
- Elvis Costello - voce, chitarra
- Steve Nieve - piano, organo
- Bruce Thomas - basso
- Pete Thomas - batteria
- Mick Jones - chitarra in Big Tears

## Classifiche
- Official Albums Chart (Regno Unito) - #4[6]
- Billboard 200 (Stati Uniti) - #30[7]

## Certificazioni
- RIAA (Stati Uniti) - disco d'oro (oltre 500 000 copie)[8]
- British Phonographic Industry (Regno Unito) - disco d'oro (oltre 100 000 copie)[9]